# Átállításszámító
Az átállításszámító a tüzérségi tűzirány-módosításkori ütegbeállítási értékek gyors kiszámítását lehetővé tevő mechanikus számolókészülék: módosításátszámító korong. Rendszeresítésével felgyorsult a lőirányok pontos beállítása, illetve módosítása. A nemlineáris tüzérségi harcászatban hagyományosan – az elektronikus számoló- és számítógépek harcászati használatbavétele előtti időkben – harcállás-, azaz tűzállásszinten számították, illetve adták meg a célzáskori lövegbeállítási értékeket, tehát szögeket. Az átállításszámító korong avagy utánállítás-átszámító korong segítségével a tűzirányítás a megfigyelési pontban – akár parancsnoki állásban maradva is – képessé vált az ütegtűz pontosításához, utánállításához szükséges értékek kiszámítására és megadására fejben számolás nélkül. Harctéri alkalmazásban való megjelenésekor harcászati jelentősége hatalmas volt: a finnek a folytatólagos háborúban vették használatba titkos fegyverként, a németek előtt is titokban tartva. Feltalálója Unto Petäjä volt, aki Vilho Petter Nenonen felügyeletével, irányításával és külön parancsára dolgozta ki a finn tüzérség számára találmányának rendszeresíthető prototípusát 1943 tavaszán.
Az átállításszámító segédeszköz használatával harc közben a tűzirányító teljes látóterében gyorsan és pontosan tudta megadni méterben a szükséges lőtáv- és irányzékmódosításokat – akár számos üteget és aknavetőt egyszerre vezényelve –, a vezényelt egységek elhelyezkedésének ismerete nélkül, helyzetileg függetlenedve. E segédeszköz rendszeresítésével addig hadtörténetileg példátlanul hatékony és dinamikus aknavető és nehéztüzérségi tűzerő-összpontosítás vált lehetővé valós időben, a csata folytán szükséges azonnali módosításokkal egyetemben.
A tali–ihantalai csatában a finn tüzérség csupán a leghevesebb harcok hete alatt több mint 30 alkalommal oszlatta fel ellenséges csapatok zászlóalj nagyságrendű, illetve még nagyobb rendű támadásindító csoportosulását még az ellenséges felvonulási körzetben. Az átállításszámító rendszeresítésének köszönhetően egyetlen bemérő-tűzirányító is pontos zárótüzet zúdíttathatott egy percen belül az ellenségre – akár 21 üteg tűzerejével, azaz 250 ágyú lövedékeit összpontosítva a csatában.